# Sphaerodactylus becki
Sphaerodactylus becki är en ödleart som beskrevs av  Schmidt 1919. Sphaerodactylus becki ingår i släktet Sphaerodactylus och familjen geckoödlor. Inga underarter finns listade i Catalogue of Life.